# Stafettkarnevalen

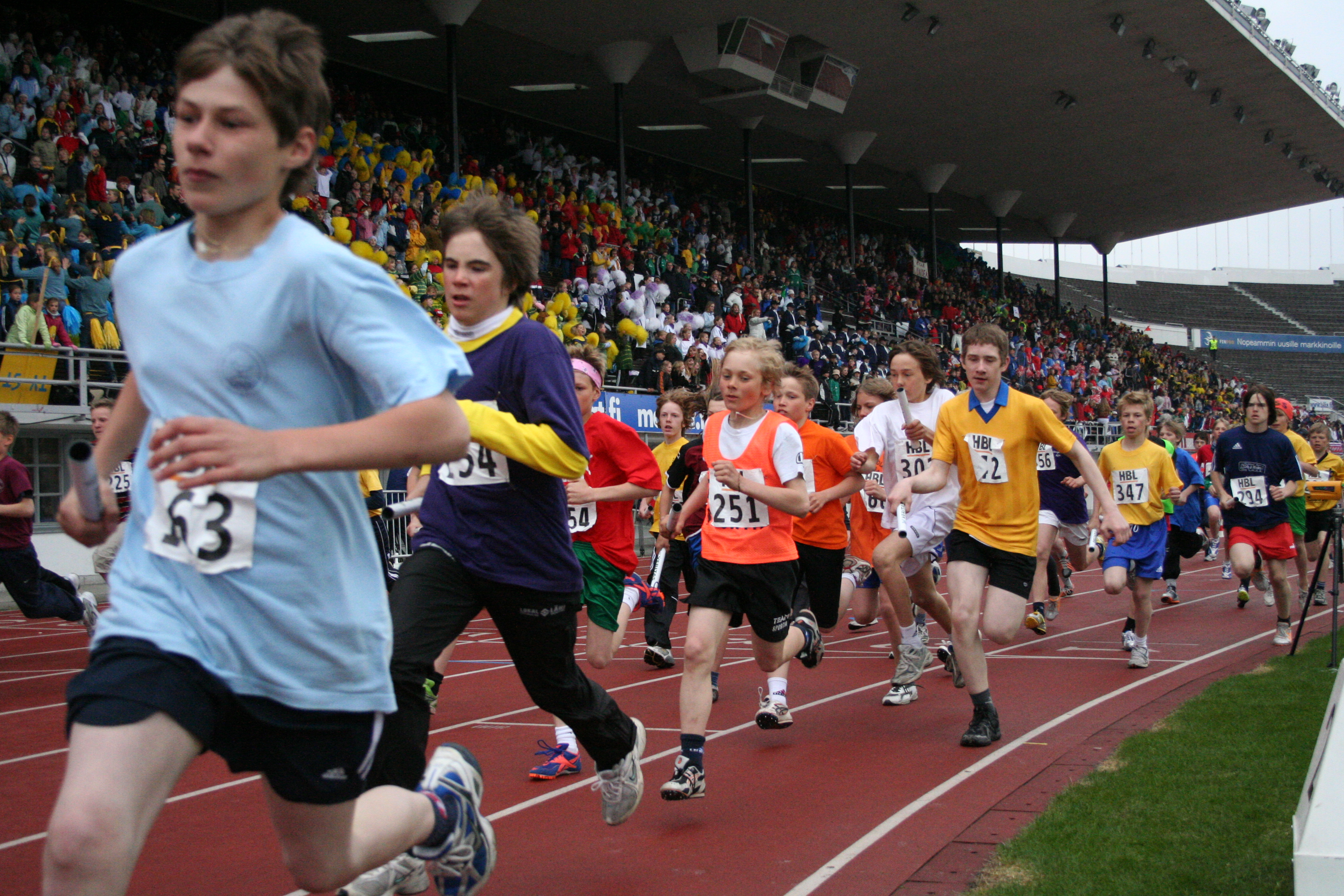
Stafettlöpare i Olympiastadion 2006.

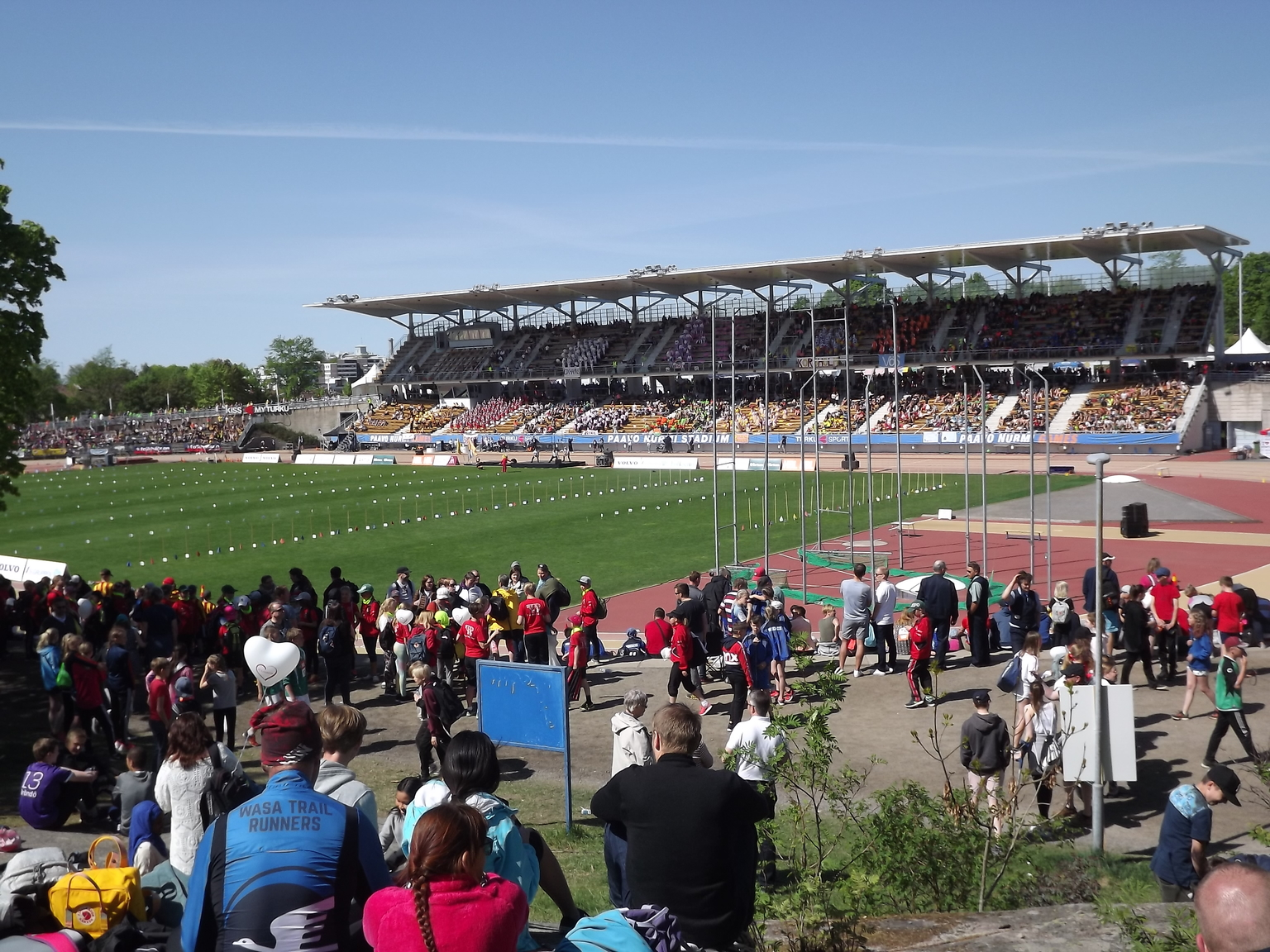
Lediga grupper njuter av sommarvädret. Gräsplanen redo för masstafetten. I bakgrunden huvudläktaren med hejarklackarna. Paavo Nurmis stadion i Åbo 2018.

Stafettkarnevalen är en stafettlöpningstävling där finlandssvenska skolor tävlar mot varandra. Stafettkarnevalen arrangeras årligen i maj månad och i år (2025) årdnas staffetkarnevalen 23-24.5 på Olympiastadion i Helsingfors.
Deltagarantalet har kontinuerligt stigit och Stafettkarnevalen är numera Europas största årliga skolidrottstävling. År 2019 hade Stafettkarnevalen över 8 000 deltagare och över 10 000 starter.  Utöver löptävlingar hålls även en hejarklackstävling och maskottävlingar i anslutning till karnevalen.

## Historia[1]
Stafettkarnevalen anordnades för första gången år 1961. Initiativtagare till karnevalen är den finlandssvenske idrottsentusiasten Carl-Olaf Homén. Han fick idén år 1960 då han studerade i USA och representerade University of Delaware i världens äldsta och största stafettlöpningstävling, Penn Relays, i Philadelphia.    
Homén fascinerades av den unika stämningen och de utmärkta arrangemangen och då han senare år 1960 blev ordförande för Svenska Finlands Skolidrottsförbund tog han initiativ till Stafettkarnevalen. Den första karnevalen anordnades våren 1961 på Djurgårdens sportplan i Helsingfors.
Det första året deltog drygt 600 löpare. Följande år steg antalet deltagare till över 1 000 och det tredje året till över 1 500. Det fjärde året flyttades evenemanget till Olympiastadion, och där har karnevalen hållits sedan dess med undantag av nio gånger eftersom Olympiastadion varit stängt på grund av renoveringsarbeten. De gångerna har Gamlakarleby (nuvarande Karleby), Vasa, Esbo och Åbo varit värdstäder. År 2020 inhiberades karnevalen för första gången, som en följd av coronapandemin.
Stafettkarnevalen utsågs till landets bästa idrottstävling år 2008 på Finlands Idrottsgala (Urheilugaala). Sedan några år har man även i Göteborg arrangerat en stafettkarneval efter finlandssvensk förebild.

## Statistik
| År   | Tävlingsplats  | Starter | Grenar |
| 1961 | Djurgården     | 700     | 11     |
| 1962 | Djurgården     | 1164    | 14     |
| 1963 | Djurgården     | 1552    | 18     |
| 1964 | Olympiastadion | 1584    | 18     |
| 1965 | Olympiastadion | 1705    | 14     |
| 1966 | Olympiastadion | 1350    | 15     |
| 1967 | Olympiastadion | 1713    | 15     |
| 1968 | Olympiastadion | 1971    | 15     |
| 1969 | Olympiastadion | 2002    | 15     |
| 1970 | Olympiastadion | 2240    | 15     |
| 1971 | Gamlakarleby   | 1700    | 14     |
| 1972 | Olympiastadion | 2200    | 14     |
| 1973 | Olympiastadion | 2303    | 15     |
| 1974 | Olympiastadion | 2574    | 14     |
| 1975 | Olympiastadion | 2838    | 15     |
| 1976 | Olympiastadion | 2890    | 16     |
| 1977 | Olympiastadion | 3028    | 16     |
| 1978 | Olympiastadion | 3069    | 16     |
| 1979 | Olympiastadion | 3250    | 17     |
| 1980 | Olympiastadion | 3403    | 18     |
| 1981 | Olympiastadion | 3692    | 18     |
| 1982 | Olympiastadion | 4071    | 18     |
| 1983 | Olympiastadion | 4059    | 18     |
| 1984 | Olympiastadion | 4244    | 18     |
| 1985 | Olympiastadion | 4533    | 18     |
| 1986 | Olympiastadion | 4806    | 18     |
| 1987 | Olympiastadion | 5004    | 18     |
| 1988 | Olympiastadion | 5116    | 20     |
| 1989 | Olympiastadion | 5458    | 20     |
| 1990 | Olympiastadion | 5421    | 20     |
| 1991 | Olympiastadion | 5350    | 20     |
| 1992 | Olympiastadion | 6559    | 21     |
| 1993 | Vasa           | 5732    | 22     |
| 1994 | Vasa           | 6134    | 22     |
| 1995 | Olympiastadion | 7437    | 23     |
| 1996 | Olympiastadion | 7890    | 23     |
| 1997 | Olympiastadion | 8012    | 23     |
| 1998 | Olympiastadion | 7807    | 23     |
| 1999 | Olympiastadion | 8298    | 23     |
| 2000 | Olympiastadion | 8854    | 23     |
| 2001 | Olympiastadion | 8991    | 23     |
| 2002 | Olympiastadion | 9521    | 23     |
| 2003 | Olympiastadion | 10305   | 23     |
| 2004 | Olympiastadion | 10336   | 23     |
| 2005 | Vasa           | 9300    | 23     |
| 2006 | Olympiastadion | 10094   | 23     |
| 2007 | Olympiastadion | 10231   | 23     |
| 2008 | Olympiastadion | 10425   | 23     |
| 2009 | Olympiastadion | 10761   | 23     |
| 2010 | Alberga        | 9872    | 23     |
| 2011 | Olympiastadion | 10880   | 24     |
| 2012 | Olympiastadion | 11771   | 24     |
| 2013 | Olympiastadion | 11920   | 24     |
| 2014 | Olympiastadion | 12449   | 24     |
| 2015 | Olympiastadion | 12838   | 24     |
| 2016 | Vasa           | 10650   | 24     |
| 2017 | Alberga        | ...     | ...    |
| 2018 | Åbo            | 11 379  | ...    |
| 2019 | Alberga        | ...     | ...    |